# The Future Okavango
The Future Okavango (TFO) ist ein interdisziplinäres Forschungsprojekt mit dem Ziel, nachhaltige Landnutzung und das Ressourcenmanagement entlang des Okavango und im Okavangodelta zu fördern. Das Projekt bezieht die Flächen um den Fluss in Angola, Botswana und Namibia ein.

## Arbeitsgruppen
Das Projekt wird vom deutschen BMBF gefördert und teilt sich in zehn Unterprojekte sowie eine Koordinationseinheit auf:
- SP01 Climate change in the Okavango region
- SP02 Water (Flügel, Jena und Helmschrot, Hamburg)
- SP03 Soil & crops
- SP04 Microorganisms (AG Reinhold-Hurek, Bremen)
- SP05 Plant related Ecosystem Services & Functions (Jürgens und Finckh, Hamburg)
- SP06 Cultural knowledge, valuation, and regulation of Ecosystem Services
- SP07 Regional and transboundary Governance
- SP08 Ecological and economic valuation of ecosystem services (AG Nuppenau, Giessen)
- SP09.1 Multi-scale remote sensing (AG Hill, Trier)
- SP09.2 Landscape Analysis and Modeling
- SP10 Stakeholder involvement
- SPC Coordination & data management

In den Projekten arbeiten Wissenschaftler aus Angola, Botswana, Deutschland, Namibia sowie Brasilien und Portugal zusammen.
Erste Projektergebnisse wurden in dem TFO-Sonderband „Environmental Assessments in the Okavango Region.“  der Zeitschrift Biodiversity & Ecology veröffentlicht.